# Take the Long Way Home

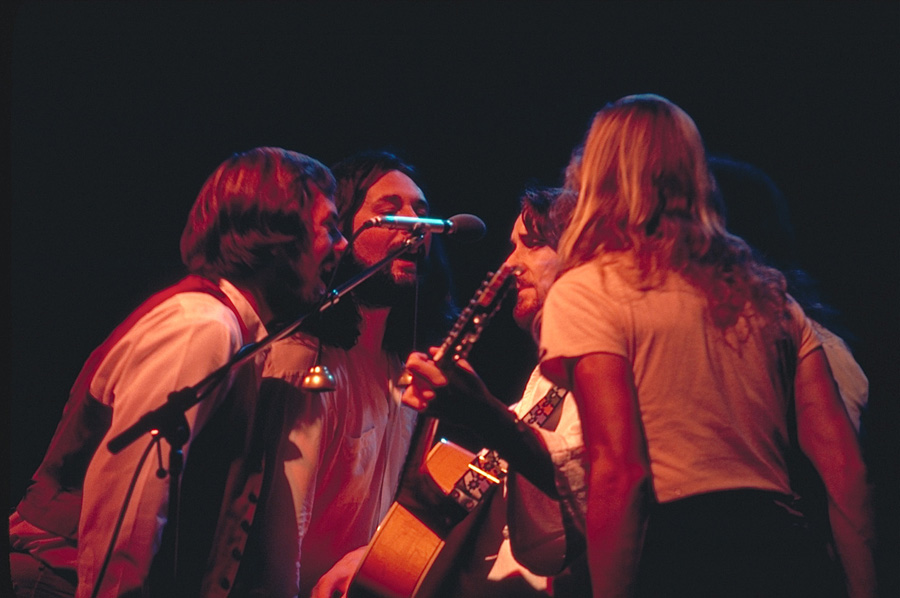
Supertramp (1980)

Take the Long Way Home ist ein Lied der englischen Rockband Supertramp von dem 1979 erschienenen Album Breakfast in America.
Es war der letzte Song, der während der neunmonatigen Aufnahmen entstand und wurde als dritte US-Single des Albums veröffentlicht.

## Liedtext
Laut Komponist Hodgson handelt der Song vom „nach Hause gehen“ auf zwei Bedeutungsebenen:

„Ich glaube, das habe ich geschrieben, während oder kurz bevor wir ins Studio gingen, um das Album aufzunehmen. Es war eine Überraschung in letzter Minute für mich. "Take the Long Way Home" ist für mich Heimat auf zwei Ebenen. Ich meine, ich spreche davon, dass man nicht nach Hause zu seiner Frau will, dass man den langen Weg nach Hause zu seiner Frau nimmt, weil sie einen wie einen Teil der Möbel behandelt, aber es gibt auch eine tiefere Ebene in dem Song. Ich glaube wirklich, dass wir alle unser Zuhause finden wollen, den Ort in uns, an dem wir uns zu Hause fühlen, und für mich ist das Zuhause im Herzen...“

## Rezeption
David Farrell vom Billboard Magazine lobte die „überzeugende Melodie mit einem raffinierten Hook“, obwohl er der Meinung war, dass die Musik im Kontrast zu dem „pessimistischen Text über den Identitätsverlust des Menschen in einer immer komplexeren Welt“ stand. Cashbox nannte es „eine schwungvolle Uptempo-Nummer, vollgepackt mit pop-symphonischen Instrumenten, hohem Gesang und Harmonien und einer flotten harmonischen Figur“.
Die Single erreichte Platz 28 in den US-Charts.

## Besetzung
- Roger Hodgson – Gesang, Klavier, E-Gitarre
- Rick Davies – Mundharmonika, Hammond-Orgel, Synthesizer
- Dougie Thomson – Bassgitarre
- John Helliwell – Synthesizer, Saxophonsolo
- Bob C. Benberg – Schlagzeug, Tamburin

## Coverversionen
Die Band Trixter veröffentlichte eine Version auf ihrem 1994 erschienenen Album Undercovers. Die Band Lazlo Bane coverte das Lied 2007 für ihr Cover-Album Guilty Pleasures.